# Inés Martín Rodrigo
Inés Martín Rodrigo   (Madrid, 1983) és una periodista madrilenya, Llicenciada en Periodisme per la Universitat Complutense de Madrid, és redactora de cultura del diari ABC. El 2016 va publicar la novel·la «Azules són las horas» (Espasa) i el 2020 el llibre «Una habitación compartida» (2020), on entrevista diferents escriptores com Ida Vitale, Zadie Smith, Elena Poniatowska i Margaret Atwood. El 2022 va guanyar el premi Nadal de novel·la amb «Las formas del querer».